# Christian Egenolff

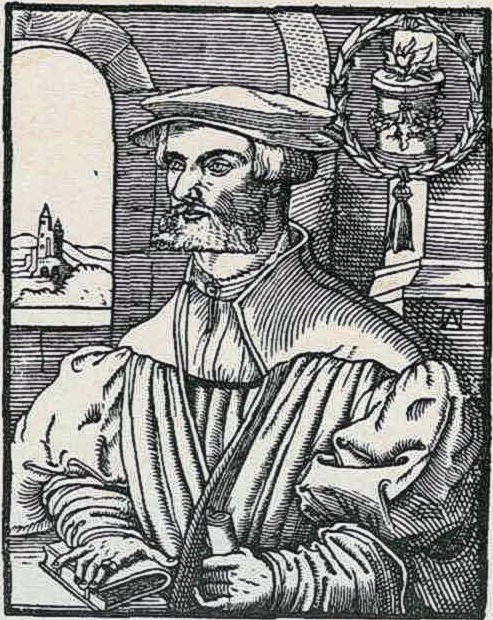
Christian Egenolff

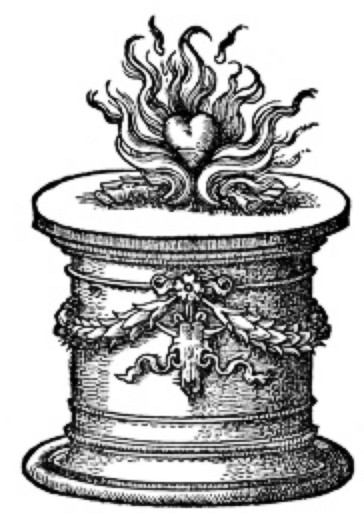
Seine Druckermarke war ein Altar mit einem brennenden Herz

Christian Egenolff (auch Egenolph, Egenolf; * 26. Juli 1502 in Hadamar oder Offheim; † 9. Februar 1555 in Frankfurt am Main; auch Christian Egenolff, der Ältere) war ein deutscher Buchdrucker und Verleger in Straßburg und Frankfurt am Main, der zu den Protagonisten der Reformation in der damaligen Freien und Reichsstadt Frankfurt gehörte.

## Leben und Wirken
Egenolff trieb ab 1516 humanistische Studien an der Universität Mainz, erlernte später die Buchdruckerkunst und ließ sich 1529 in Straßburg nieder. Womöglich aufgrund der scharfen Konkurrenz unter den Druckern in Straßburg übersiedelte er bereits Ende 1530 nach Frankfurt am Main, wo er von 1531 bis zu seinem Tod eine Buchdruckerei und Schriftgießerei betrieb, die bis 1810 bestand. Er war der erste Verlagsbuchdrucker der Stadt überhaupt und führte – wie zeitgenössisch üblich – eine eigene Druckermarke. Der Frankfurter Magistrat gewährte ihm rasch die Bürgerschaft sowie ein Darlehen zum Kauf eines Grundstücks. Neben der Frankfurter Druckerei gründete Egenolff 1542/43 eine weitere in Marburg. Dort war 1527 eine Universität gegründet worden, was einen entsprechenden Buchabsatz erhoffen ließ. Letztere Gründung dürfte insbesondere durch die Bekanntschaft mit dem ebenfalls aus Hadamar stammenden Zeitgenossen und Marburger Professors Reinhard Lorich befördert worden sein. Zudem besaß Egenolff eine Papiermühle im Schwarzwald.
Egenolffs druckte und verkaufte Werke aus nahezu allen Wissensbereichen, vor allem deutschsprachige oder ins Deutsche übersetzte Bücher. Unter anderem entstanden in seiner Werkstatt 1534 eine Prachtausgabe von Luthers Bibelübersetzung mit Illustrationen Hans Sebald Behams und 1535 eine von ihm selbst zusammengestellte Chronik. Egenolffs Drucke zeichneten sich durch ihre hohe Qualität aus. Seine Lettern waren sehr gesucht, und neben Beham konnte er Virgil Solis und andere Künstler als Illustratoren gewinnen. Für seine wenigen Musikdrucke verwendete er als erster in Deutschland eine in Frankreich entwickelte Methode, bei der jede Drucktype die Note und das zugehörige Notensystem trug.
Er wurde auf dem Frankfurter Peterskirchhof begraben. Sein Sohn, Christian Egenolff der Jüngere (1528–1566), war Pfarrer an der Peterskirche in Frankfurt am Main. Seine Tochter Magdalene heiratete 1554 den Naturforscher, Arzt und Botaniker Adam Lonicerus. Seine Tochter Barbara heiratete 1557 den Sohn des Humanisten und Schulrektors Johann Knipius.
Nach dem Tode Egenolffs 1555 wurde die Druckerei bis 1572 von dessen Witwe geführt, danach erfolgte ein Erbteilung unter Einbezug der Schweigersöhne Lonitzer und Knipius.
Zu Ehren Christian Egenolffs wurden Straßen in Hadamar und im Frankfurter Nordend benannt.

## Druckwerke (Auswahl)
- Das Feuerwerkbuch von 1420. (Kleine Ausgabe) Straßburg 1529.[8]
- Gassenhauerlin. Frankfurt am Main 1535.
- De conservanda bona valetudine, scholae Salernitanae opusculum etc. Frankfurt am Main 1553.
- Walther Hermann Ryff: Practicierbüchlin bewerter Leibartznei. Frankfurt am Main 1555.

## Schriften
- Von Speisen, Natürlichen und Kreuter Wein, aller verstandt … Auß Apitio, Platina, Varrone, Bapt. Fiere etc. Frankfurt am Main (Christian Egnolphen) 1531; Neudruck, hrsg. von Manfred Lemmer mit einem Nachwort von Anneliese Schmitt, Leipzig (und München) 1984.